# Popillia linpingi
Popillia linpingi är en skalbaggsart som beskrevs av Guido Sabatinelli 1994. Popillia linpingi ingår i släktet Popillia och familjen Rutelidae. Inga underarter finns listade i Catalogue of Life.